# Montoliu de Lleida
Montoliu de Lleida és un municipi de la comarca del Segrià.
Està situat a l'àrea metropolitana de Lleida a 10 km de Lleida entre els pobles d'Albatàrrec i de Sudanell. El seu terme és de 7 km² i té dues parts ben diferenciades, la part de regadiu (pròxima al Segre que dona aigua al Canal d'Urgell) i la Séquia de Torres.
Part de secà està a la part meridional del terme pròximament estara regat pel Canal Segarra-Garrigues, la part aquesta és la partida de Tabac que hi ha unes restes arqueològiques d'un despoblat.
S'hi accedeix mitjançant la LV-7002 des de la glorieta de la C-230a.

## Geografia
- Llista de topònims de Montoliu de Lleida (Orografia: muntanyes, serres, collades, indrets..; hidrografia: rius, fonts...; edificis: cases, masies, esglésies, etc).

| Entitat de població | Habitants (2023) |
| Montoliu de Lleida  | 429              |
| Abellar             | 54               |
| Font: Idescat       |                  |

## Demografia
| 1497 f | 1515 f | 1553 f | 1717 | 1787 | 1857 | 1877 | 1887 | 1900 | 1910 |
| ------ | ------ | ------ | ---- | ---- | ---- | ---- | ---- | ---- | ---- |
| 17     | 13     | 16     | 19   | 180  | 328  | 393  | 405  | 439  | 468  |

| 1920 | 1930 | 1940 | 1950 | 1960 | 1970 | 1981 | 1990 | 1992 | 1994 |
| ---- | ---- | ---- | ---- | ---- | ---- | ---- | ---- | ---- | ---- |
| 537  | 526  | 466  | 459  | 460  | 445  | 411  | 461  | 462  | 462  |

| 1996 | 1998 | 2000 | 2002 | 2004 | 2006 | 2008 | 2010 | 2012 | 2014 |
| ---- | ---- | ---- | ---- | ---- | ---- | ---- | ---- | ---- | ---- |
| 486  | 500  | 479  | 451  | 477  | 498  | 491  | 495  | 511  | 515  |

| 2016 | 2018 | 2020 | 2022 | 2024 | 2026 | 2028 | 2030 | 2032 | 2034 |
| ---- | ---- | ---- | ---- | ---- | ---- | ---- | ---- | ---- | ---- |
| 495  | 469  | 483  | 494  | 475  | -    | -    | -    | -    | -    |

## Personatges il·lustres
- Jaume Gort Farré (1919-1966) escultor.
- Bandoler de Cal Carles (època moderna) personatge de llegenda popular. L'any 1995 es va inaugurar a Montoliu una parella de gegants, les figures representatives de la colla de Gralles i Puputs. Un d'ells correspon al bandoler i l'altre representa a la seva germana, la Ramoneta, la qual porta una gàbia. Conta la llegenda que al seu germà li tallaren el cap i l'exhibiren dins una gàbia penjada al campanar, com a escarment. Les autoritats advertiren que si algú s'atrevia a tocar-la correria la mateixa sort. Una nit, la Ramoneta va aconseguir enterrar el cap del seu germà i li va donar cristiana sepultura.